# Shirahime-Syo
Shirahime-Syo (白姫抄 Shirahimeshō?) es un manga creado por CLAMP. Fue lanzado en 1992 por la editorial Kōbunsha y relanzado en el 2000 por Kadokawa Shoten.
Son 3 historias que cuentan sobre una Yuki-onna (Dama de nieve) basado en una antigua mitología japonesa.
Curiosamente, Shirahime también es el nombre del ángel de Sai Jōnouchi del anime Angelic Layer, otra serie de CLAMP

## Las 3 historias de Shirahime-Syo
- Garō no Yama (牙狼の山)

Fubuki, una joven, se hace amiga de un espíritu-lobo quien la ha salvado de unos perros. Lamentablemente la madre de Fubuki desaprueba al amigo y ocurren problemas.
- Kōri no Hana (氷の花)

Un hombre deja a su novia, Kaya, quien lo espera en un lago congelado. Vuelve años después, esperando que haya encontrado otra persona a quien amar solo para ver que lo ha seguido esperando.
- Hiyoku no Tori (比翼の鳥)

Un soldado se pierde en una montaña congelada e intenta regresar a casa. Frustrado dispara a dos garzas solo para descubrir que cuando regresa a casa que las garzas lo estaban guiando.
- Datos: Q1216069